# Euzygodon forsteri
Euzygodon forsteri là một loài rêu trong họ Orthotrichaceae. Loài này được (Dicks. ex With.) Jur. mô tả khoa học đầu tiên năm 1882.